# Кишфалуди, Шандор

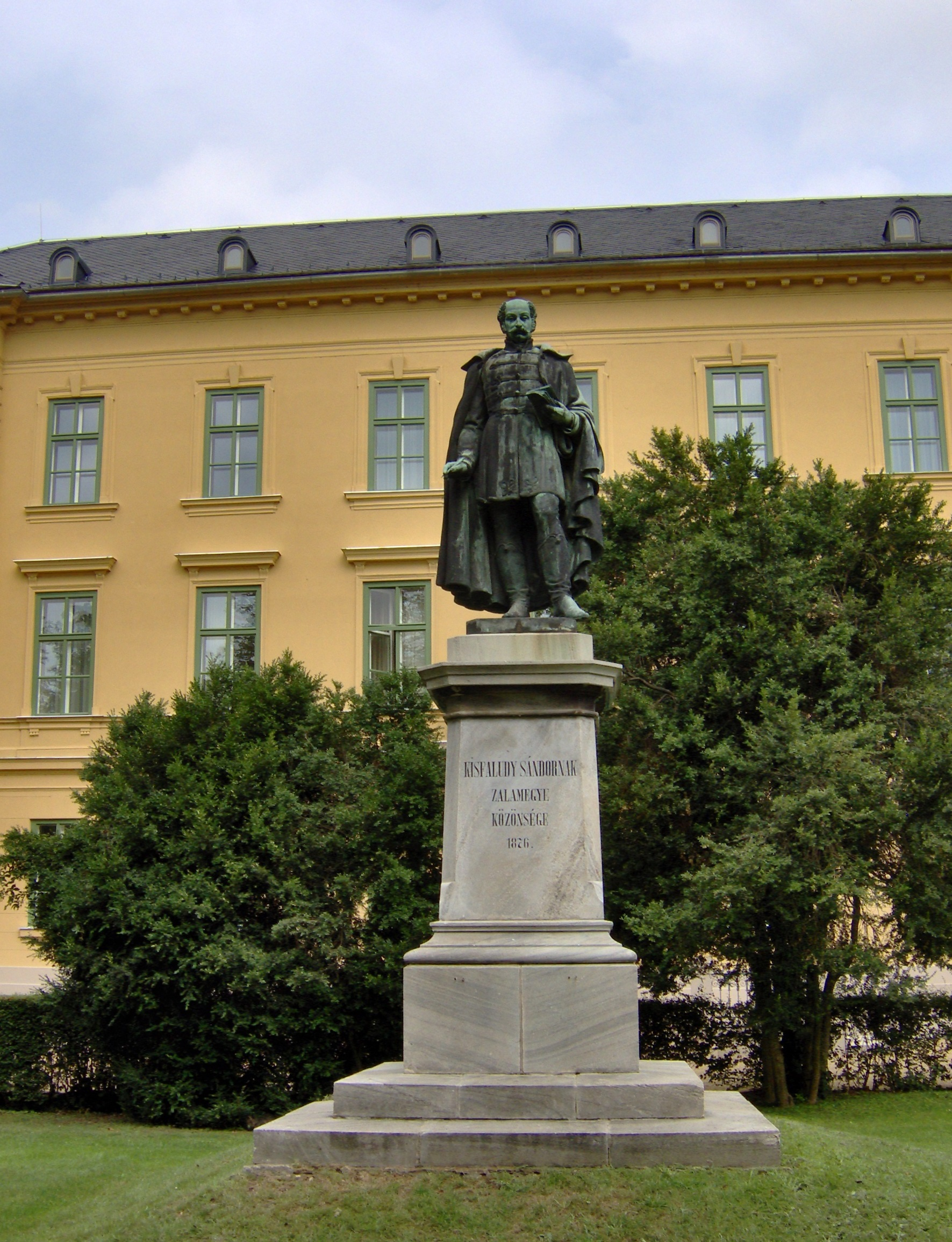
Памятник поэту в Балатонфюреде

Шандор Кишфалуди (венг. Kisfaludy Sándor; 27 сентября 1772, Шюмег — 28 октября 1844, там же) — венгерский поэт и драматург-романтик. Старший брат Кароя Кишфалуди. Представитель сентименталистского и раннеромантического стиля в венгерской поэзии начала XIX века.

## Биография
Поэт родился в небольшом венгерском городке Шюмег, учился в верхнеавстрийской школе, изучал философию и право в пресбургском университете. В 1792 году отказался от изучения права и присоединился к армии венгров, расквартированной в Вене. Во время службы поэт часто общался с писателями Венгрии, которые в то время жили в столице Австрии.
Некоторое время служил в Милане. После сдачи города Наполеону в 1796 году попал во французский плен, но заключение в Провансе окончилось быстрым освобождением. В результате обмена военнопленными попал в Вюртемберг, в австрийский полк, где не было ни одного венгерского солдата.
В 1799 году, после ряда удачных кампаний австро-российских войск против французов в Швейцарии, Шандор Кишфалуди подал в отставку, вернулся в Венгрию и женился на своей давней возлюбленной.

## Жизнь в Венгрии
В 1802 году Шандор Кишфалуди участвовал в восстании венгерской знати. В 1830 году стал членом Венгерской академии, а пять лет спустя был избран её почётным членом. Последние годы жизни Шандор Кишфалуди провёл в своем родном городе, где сегодня находится музей поэта.

## Творчество
Шандор Кишфалуди считается одним из поэтов, возродивших венгерский язык, поэт писал исключительно на нём, когда статус официального в его стране имел немецкий, а латинский пользовался преимуществом как язык церкви.
Большой успех в своё время имели его посвящённые своей возлюбленной «Himfy Szerelmei» («Любовные песни Химфи»), отличавшиеся свежестью, богатством фантазии и музыкальностью формы (писались песни, а их насчитывается более двухсот, во французском плену, многие критики заметили в песнях огромное влияние Петрарки), и эпические поэмы «Regék a magyar előidőből» («Предание венгерской старины») — романтические рассказы и бытовые картинки с сильным национальным колоритом. В них поэт прославляет дворянские доблести.
Шандор Кишфалуди пробовал себя и в роли драматурга, но больших успехов на этом поприще не достиг.

## Признание
- Стихи Кишфалуди положены на музыку Золтаном Кодаи.
- В городе Шюмег есть Музей имени Шандора Кишфалуди, который устроен в доме, где поэт проживал вместе со своей супругой. После смерти поэта дом перешёл во владение церкви, затем стал собственностью Народной Республики. Первая выставка, посвящённая драматургу, открылась в здании музея после 1950 года.